# تشارلز توماس (سياسي)
تشارلز توماس (بالإنجليزية: Charles Thomas)‏ هو سياسي أمريكي، ولد في 28 سبتمبر 1897 في الولايات المتحدة، وتوفي بنفس المكان في 17 أكتوبر 1983. حزبياً، نشط في الحزب الجمهوري.

## روابط خارجية
- تشارلز توماس على موقع مونزينجر (الألمانية)